# Полурез Володимир Іванович
Володимир Іванович Полурез (Полурєз) (20 жовтня 1927, Федорівка — 26 вересня 2015, Київ) — український радянський історик КПРС, політолог, педагог. Доктор історичних наук (1975), професор (1977). Заслужений працівник народної освіти УРСР (1990). У незалежній Україні — дослідник інформаційної революції, теорії і методології сучасних політичних систем, керівник наукової школи.
Майже 25 років — науково-педагогічний працівник Київського державного університету імені Тараса Шевченка (1972—1996). Після розпаду СРСР майже 20 років — професор Київського національного торговельно-економічного університету (1996—2013). Автор понад 150 наукових робіт.

## Життєпис
Народився 20 жовтня 1927 року в селі Федорівка на Харківщині.
У 1952 році закінчив історичний факультет Харківського державного університету імені О. М. Горького, аспірантуру Київського державного університету імені Тараса Шевченка (КДУ), де й працював майже 25 років на кафедрі історії КПРС (1972—1996).
У 1964 році здобув науковий ступінь кандидата історичних наук, захистивши дисертацію на тему «Партийные организации Украины в борьбе за досрочное выполнение семилетнего плана в период между XXI и XXII съездами КПСС: По материалам металлургической промышленности УССР». Відтоді ж — співробітник управління викладання суспільних наук Міністерства вищої і середньої спеціальної освіти УРСР (1964—1972).
У 1975 році здобув науковий ступінь доктора історичних наук, захистивши дисертацію на тему «Деятельность КПСС по повышению эффективности промышленного производства в условиях развитого социализма: опыт партийных организаций УССР 1959—1970 гг.». Через два роки затверджений у вченому званні професора.

Могила Володимира Полуреза, Лісове кладовище

У 1990 році нагороджений званням «Заслужений працівник народної освіти УРСР». Після розформування кафедри історії КПРС та розпаду СРСР перейшов до Київського національного торговельно-економічного університету (з 1996 року), обійняв посаду професора кафедри філософських та соціальних наук.
Викладав і після 85-річного ювілею. Помер за місяць до 88-го дня народження, 26 вересня 2015 року. Похований на Лісовому кладовищі Києва (ділянка № 111, 50°29′55.72″ пн. ш. 30°38′15.11″ сх. д. / 50.4988111° пн. ш. 30.6375306° сх. д.).
Син — дипломат Юрій Полурез (нар. 1964).

## Наукова діяльність
Автор понад 150 наукових робіт. Серед учнів Володимира Полуреза, зокрема, професор Наталія Латигіна.
Під час роботи в КДУ досліджував «проблеми будівництва розвинутого соціалістичного суспільства, питання сучасної аграрної політики КПРС». Доктор історичних наук Анатолій Санцевич у програмному збірнику «Історіографічні дослідження в Українській РСР» писав, що професор Полурез приділяв значну увагу темі «масово-політичної роботи серед трудящих промисловості».
У незалежній Україні вивчав теми інформаційної революції, теорії і методології сучасних політичних систем, керував науковою школою. Викладав дисципліни «Політологія» та «Політичні комунікації».
Член Української академії політичних наук, редакційних колегій часописів «Вісник КНТЕУ» та «Товари і ринки».

## Науковий доробок (частковий)
- Партийные организации Украины в борьбе за досрочное выполнение семилетнего плана в период между XXI и XXII съездами КПСС: По материалам металлургической промышленности УССР: диссертация кандидата исторических наук : 07.00.00 / В. И. Полурез. — Киев, 1964. — 287 с.
- Полурез В. І. Нові форми змагання у металургійній промисловості Української РСР (1959—1961 рр.). // Український історичний журнал. — 1964. — № 4. — C. 94-98.
- Учені вузів Української РСР: Довідник / Авт. кол.: В. М. Попов (керівник), В. І. Полурез, Ю. П. Дяченко.— К.: Вид-во Київ, ун-ту, 1968.— 515 с.
- Деятельность КПСС по повышению эффективности промышленного производства в условиях развитого социализма: на материалах УССР / Полурез Владимир Иванович. — Киев: Изд-во при Киевском ун-те, 1974. — 229 с.
- Деятельность КПСС по повышению эффективности промышленного производства в условиях развитого социализма: опыт партийных организаций УССР 1959—1970 гг. : диссертация доктора исторических наук : 07.00.01. — Киев, 1975. — 428 с.
- Полурез В. І., Шморгун П. М. Рішення ХХV з'їзду КПРС — втілення корінних інтересів радянського народу // Український історичний журнал. — 1976. — № 4. — C. 7–19.
- Запорожский индустриальный комплекс. — Днепропетровск: Промінь, 1974. / Полурєз В. І. // Український історичний журнал. — 1976. — № 10. — С. 145—146.
- Экономическая стратегия КПСС на этапе развитого социализма: (материалы к лекции) / В. И. Полурез ; Институт повышения квалификации преподавателей общественных наук при Киевском государственном университете им. Т. Г. Шевченко. — Киев: Вища школа. Изд-во при Киев. ун-те, 1979. — 28 с.
- Курсом ХХV з'їзду КПРС. — К.: Політвидав України, 1978. — 230 с. / Буцько М. О., Полурєз В. І. // Український історичний журнал. — 1979. — № 6. — С. 144—145.
- Малько О. О. Робітничий клас — трудівникам села. — К.: Наук. думка, 1978. — 135 с. / Овчаренко П. Д., Полурєз В. І. // Український історичний журнал. — 1979. — № 11. — С. 144—145.
- Діяльність КПРС по вдосконаленню управління економікою / Полурєз В. І. // Український історичний журнал. — 1980. — № 7. — С. 31–43.
- Изучение материалов XXVI съезда КПСС в курсе научного коммунизма: Метод. рекомендации / [В. И. Полурез и др.]. — Киев: Вища шк. : Изд-во при Киев. ун-те, 1981. — 52 с.
- Очерки истории Херсонской областной партийной организации. — Симферополь: Таврия, 1931. — 280 с. / Полурєз В. І., Шморгун П. М. // Український історичний журнал. — 1981. — № 12. — С. 136—138.
- Проблемы войны и мира в современную эпоху / [В. И. Полурез, А. Н. Вербило, А. А. Ширман и др.]. — Киев: Вища шк. : Изд-во при Киев. ун-те, 1983. — 151 с.
- Очерки истории профессиональных союзов Украинской ССР. — К.: Политиздат Украины, 1983. — 664 с. / Гайдуков Л. Ф., Полурєз В. І., Рябцев В. П. // Український історичний журнал. — 1983. — № 7. — С. 143—145.
- Изучение материалов XXVII съезда КПСС в курсе научного коммунизма: [Учеб.-метод. пособие / В. И. Полурез и др.]; Ин-т повышения квалификации преподавателей обществ. наук при Киев. гос. ун-те им. Т. Г. Шевченко. — Киев: Вища шк: Изд-во при Киев. гос. ун-те, 1986. — 53,[2] с.
- Защита завоеваний социализма и современная идеологическая борьба / [В. И. Полурез, В. Чебиш, В. Гержт и др.]; Под ред. Е. В. Сарычева. — Совмест. изд. — Киев: Выща шк. ; Прага: Изд-во при Киев. гос. ун-те, 1989. — 221,[2] с.
- Політологія. Практикум: навч. посіб. / Ю. І. Кулагін, В. І. Полурез; Київ. нац. торг.-екон. ун-т. — К. : Київ. нац. торг.-екон. ун-т, 2010. — 231 с.